# Aciotis purpurascens
Espèce
Synonymes
Selon GBIF (7 septembre 2024)
- Aciotis circaeifolia var. major Cogn.
- Aciotis discolor D.Don
- Aciotis discolor var. discolor D.Don, 1823
- Aciotis discolor var. martinicensis (Naudin) Stehlé
- Aciotis fragilis (DC.) Cogn.
- Aciotis fragilis var. fragilis (DC.) Cogn., 1885
- Aciotis fragilis var. lancifolia Steud.
- Aciotis fragilis var. lancifolia Steud. ex Cogn.
- Aciotis longifolia var. glabra Huber
- Aciotis martinicensis (Naudin) Urb.
- Aciotis pellucida (DC.) Pittier
- Aciotis purpurascens var. longifolia Cogn.
- Aciotis purpurascens var. martinicensis (Naudin) Stehlé
- Aciotis purpurascens var. pellucida (DC.) Cogn.
- Aciotis purpurascens var. purpurascens
- Aciotis sileniflora (Bonpl.) Triana
- Aciotis trinitensis Cogn.
- Aciotis uliginosa (Bonpl. ex Naudin) Triana
- Melastoma purpurascens Aubl. - Basionyme
- Melastoma purpurascens var. martinensis J.F.Macbr.
- Melastoma purpurea Willd.
- Melastoma uliginosum Bonpl.
- Melastoma uliginosum Bonpl. ex Naudin
- Miconia purpurascens (Aubl.) DC.
- Rhexia sileniflora Bonpl.
- Rhexia sileniflora Kunth
- Spennera fragilis DC.
- Spennera grandifolia Miq.
- Spennera lancifolia Steud.
- Spennera lancifolia Steud. ex Cogn.
- Spennera martinicensis Naudin
- Spennera pellucida DC.
- Spennera pellucida var. pellucida DC., 1828
- Spennera pellucida var. subcordata Crueg.
- Spennera sileniflora (Bonpl.) DC.
- Spennera uliginosa Naudin

Aciotis purpurascens est une espèce de plantes â fleurs herbacées de la famille des Melastomataceae.
Elle est connue sous les noms de
Pegajosa au Panama,
fruncida,
morilla, mora en Colombie,
jázirobe pay achig colorado en Équateur,
cincak, daicáp cincák,
arco-sacha, chirapa sacha, guirima-ey, muchaca, muchaquilla, pia ong ky way au Pérou,
ju'ika'a au Brésil,
Boyuyo morado,
Küdadei (Yekwana), tu'ñen utu' panëto' mechu'chan au Venezuela,
bemindia wi, bémindja wi, bémindjawi sombowi, lebi suwawiwi, patafutu, sohouahouri, sombo wi, sua wi en Guyane,
bèminja-wiwirie, witte swawiwiri, zwawiwirie au Suriname,
tiasakoreng, wild sauari  au Guyana.

## Description
Aciotis purpurascens est une herbacée ou un sous-arbrisseau haut de 0,5-1,5(-2) m, dressé.
Les tiges sont quadrangulaires avec des ailes bien visibles, glabres ou strigosées.
Les feuilles sont membraneuses avec base atténuée à cunéiforme et apex acuminé, face inférieure verte à violacée, glabre ou strigosée, sans stries en forme de toile.
L'inflorescence est en thyrse de 10-18 × 3,5-6(-10) cm, à bractées dorsalement glabres.
L'hypanthium est sans trachéides spiralées dans le parenchyme, extérieurement glabre.
L'ovaire est sans trachéides spiralées dans le parenchyme, l'apex glabre.
Le fruit est en forme de baie avec la paroi de l'ovaire membraneuse à l'état sec.
En 1953, Lemée en propose la description suivante de Aciotis purpurascens :

« A. purpurascens Tria. (Melastoma p. Aubl., A. discolor D. Don, Miconia p. Dec.). Tiges simples ou peu rameuses à 4 angles aigus ou 4 ailes, glabres ou presque ; feuilles de 0,08-0,15 sur 0,02-0,05, oblongues-lancéolées à long acumen et base largement obtuse ou arrondie, entières glabres ou -presque 5-7-nervées ; inflorescences grandes multiflores glabres ou un peu pubérulentes-glanduleuses, à extrémités anguleuses-ailées, fleurs à calice glabre, pétales blancs ou, roses avec soie apicale, anthères pourpres à connectif prolongé à la base,. non éperonné ; capsule subglobuleuse à diamètre de 20-25 mm., glabre. - (Aublet). »

— Albert Lemée, 1953.

## Répartition
Aciotis purpurascens est présent du sud du Mexique au Brésil, en passant par l'Amérique centrale, les Petites Antilles, la Colombie, le Venezuela, le Guyana, le Suriname, la Guyane, le Pérou, l'Équateur, et la Bolivie.

## Écologie
Aciotis purpurascens pousse dans les zones ouvertes, perturbées ou sous-bois, dans des zones saisonnièrement inondées ou non, près du niveau de la mer jusqu'à 1 000 m d'altitude.
Aciotis purpurascens est facilement reconnaissable à ses tiges ailées, ses inflorescences thyrsoïdes à paniculées et ses fruits bacciformes. Il pousse parfois en épiphyte, peut-être à la suite d'une dispersion par les oiseaux. Les feuilles varient de glabres à strigosées dans l'ensemble de son aire de répartition. Cette plasticité a été reconnue taxonomiquement.

## Usages
Comme l'indique la liste des noms vernaculaires, A. purpurascens est bien connue des populations locales et diverses utilisations ont été signalées.
La décoction de feuilles de tu'ñen utu' panëto' mechu'chan est bue comme remède au Venezuela,
Au Guyana, les fruits du wild sauari sont consommés et les feuilles bouillies sont utilisées comme remède contre le rhume.
Dans le Loreto (Pérou), les feuilles écrasées sont utilisées pour le bain des enfants.

## Protologue

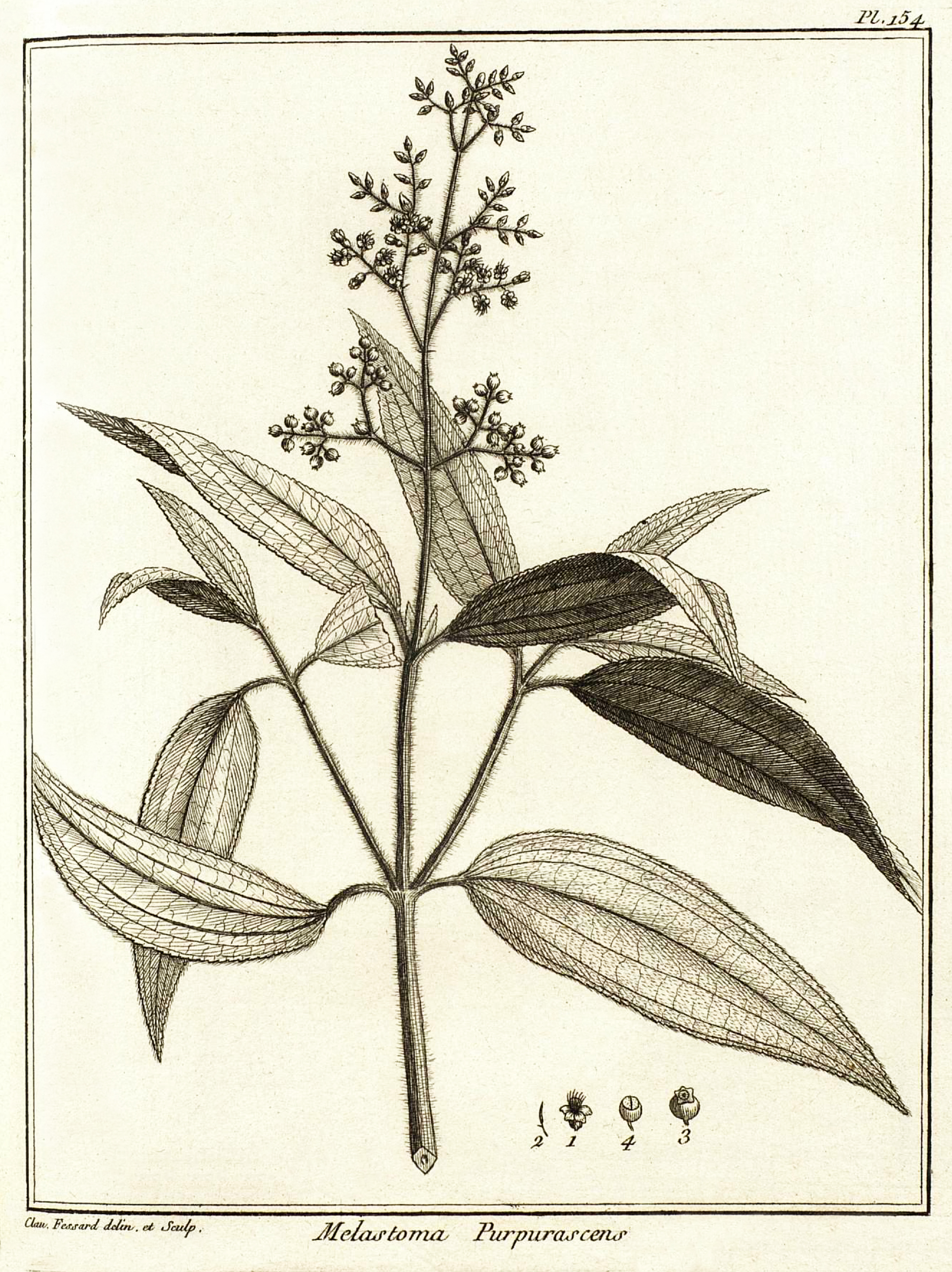
Aciotis purpurascens par Aublet (1775) 1. Fleur épanouie. - 2. Étamine. - 3. Baie. - 4. Baie coupée en travers.

En 1775, le botaniste Aublet a décrit Protium heptaphyllum sous le nom de Icica heptaphylla, et en a proposé le protologue suivant :
« 1. MELASTOMA (purpuraſcens) floribus racemoſis, foliis ovato-oblongis, acuminatis, denticulis caule & ramis hiſpidis. (Tabula 154.)
Planta perennis, caules plures, rectos, quadrangulares, villoſos, tri aut quadri-pedales, in ſummitate ramoſos, è radice emittens. Folia oppoſita, ovata, oblonga, acuta, ſubſerrata, è viridi tubentia, ſubpiloſa, quinque nervia, petiolata. Flores minimi, racemoſi, terminates. Corolla alba. Stamina decem, fertilia. Pericarpium : bacca orbiculata, purpuraſcens, bilocularis, calici adnata, & ipſius denticulis coronata.
Florebac Junio.
Habitat ad ripam rivuli in territorio Caux.
LE MELASTOME purpurin. (PLANCHE 154.)
Cette plante pouſſe des tiges qui s'élèvent à trois & quatre pieds, elles ſont rameuſes, garnies de poils, rouſſâtres, à quatre angles aigus.
Les feuilles ſont deux à deux oppoſées, & diſpoſées en croix, elles ſont molies, ovales, oblongues, terminées en pointe, légèrement dentelées, marquées de cinq grandes nervures, & de pluſieurs petites, tranſverſales, intermédiaires. Leur couleur eſt d'un vert mêlé de rouge. à l'extrémité des tiges, & des rameaux naiſſent de longues grappes de fleurs qui ſont très petites.
Le calice eſt d'une ſeule pièce, évaſé en forme de coupe dont le bord eſt marqué de cinq dents.
Les pétales, au nombre de cinq, ſont blancs, & attachés par un onglet entre les dents du calice.
Les étamines ſont au nombre de dix, rangées au deſſous de l'inſertion des pétales ſur un diſque ; leur filet eſt court, & l'anthère plus longue & fourchue à ſa baſe, ou elle eſt articulée avec le filet. Cette anthère eſt à deux bourſes qui s'ouvrent en deux valves, & répand une pouſſière jaune.
Le piſtil eſt un ovaire arrondi, ſurmonté d'un style qui eſt terminé par un stigmate obtus.
L'ovaire conjointement avec le calice, devient une baie purpurine, un peu ſucculente, partagée en deux loges par une cloiſon mitoyenne, & remplie de semences fort menues.
J'ai trouvé cette plante au bord d'un ruiſſeau dans les ſavanes du quartier de Caux. Elle étoit en fleur & en fruit dans le mois de Juin.

Il m'a paru que cette plante perdoit ſes tiges chaque année, & que de ſes racines il en repouſſoit de nouvelles. »
— Fusée-Aublet, 1775.